# Jeu-les-Bois
Jeu-les-Bois är en kommun i departementet Indre i regionen Centre-Val de Loire i de centrala delarna av Frankrike. Kommunen ligger i kantonen Ardentes som tillhör arrondissementet Châteauroux. År 2022 hade Jeu-les-Bois 405 invånare.

## Befolkningsutveckling
Antalet invånare i kommunen Jeu-les-Bois
Referens:INSEE